# Kevin Pina
Kevin Lenini Gonçalves Pereira de Pina (* 27. Januar 1997) ist ein kapverdischer Fußballspieler.

## Karriere

### Verein
Pina wechselte zur Saison 2017/18 nach Portugal zum Zweitligisten UD Oliveirense. Im Januar 2018 debütierte er für Oliveirense in der Segunda Liga. Dies blieb zugleich sein einziger Einsatz für das Team, Ende desselben Monats wurde er an den Drittligisten Anadia FC verliehen. Für Anadia kam er bis Saisonende sechsmal zum Einsatz. Zur Saison 2018/19 wurde er an den ebenfalls drittklassigen Sertanense FC weiterverliehen. Für Sertã spielte er 31 Mal in der dritthöchsten Spielklasse.
Zur Saison 2019/20 kehrte Pina nicht mehr nach Oliveira zurück, sondern wechselte zur drittklassigen Reserve der GD Chaves. Für diese kam er in seiner ersten Saison zu 25 Drittligaeinsätzen. Zur Saison 2020/21 rückte der Mittelfeldspieler in den Profikader von Chaves. Für den Zweitligisten absolvierte er in jener Saison sechs Partien in der Segunda Liga. In der Saison 2021/22 kam er zu 28 Einsätzen, mit Chaves stieg er zu Saisonende in die Primeira Liga auf. Nach dem Aufstieg debütierte er im August 2022 in der höchsten portugiesischen Liga.
Nach insgesamt fünf Erstligaeinsätzen wechselte Pina im September 2022 nach Russland zum FK Krasnodar.

### Nationalmannschaft
Pina spielte im Januar 2019 einmal für die kapverdische U-20-Auswahl. Im September 2021 stand er erstmals im Kader der A-Nationalmannschaft, kam aber noch nicht zum Einsatz. Im März 2022 debütierte er dann in einem Testspiel gegen Liechtenstein im Nationalteam.